# Hemigrapsus oregonensis
Hemigrapsus oregonensis är en kräftdjursart som först beskrevs av James Dwight Dana 1851.  Hemigrapsus oregonensis ingår i släktet Hemigrapsus och familjen Varunidae. Inga underarter finns listade i Catalogue of Life.

## Bildgalleri

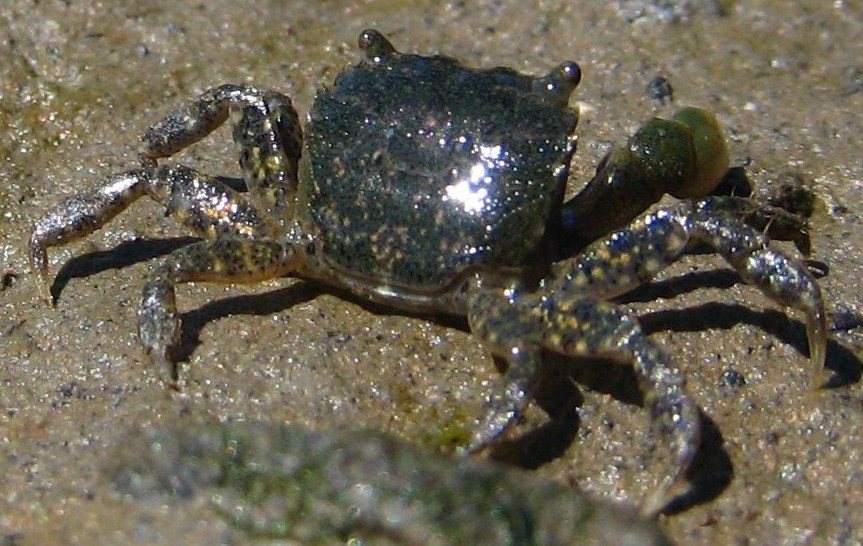
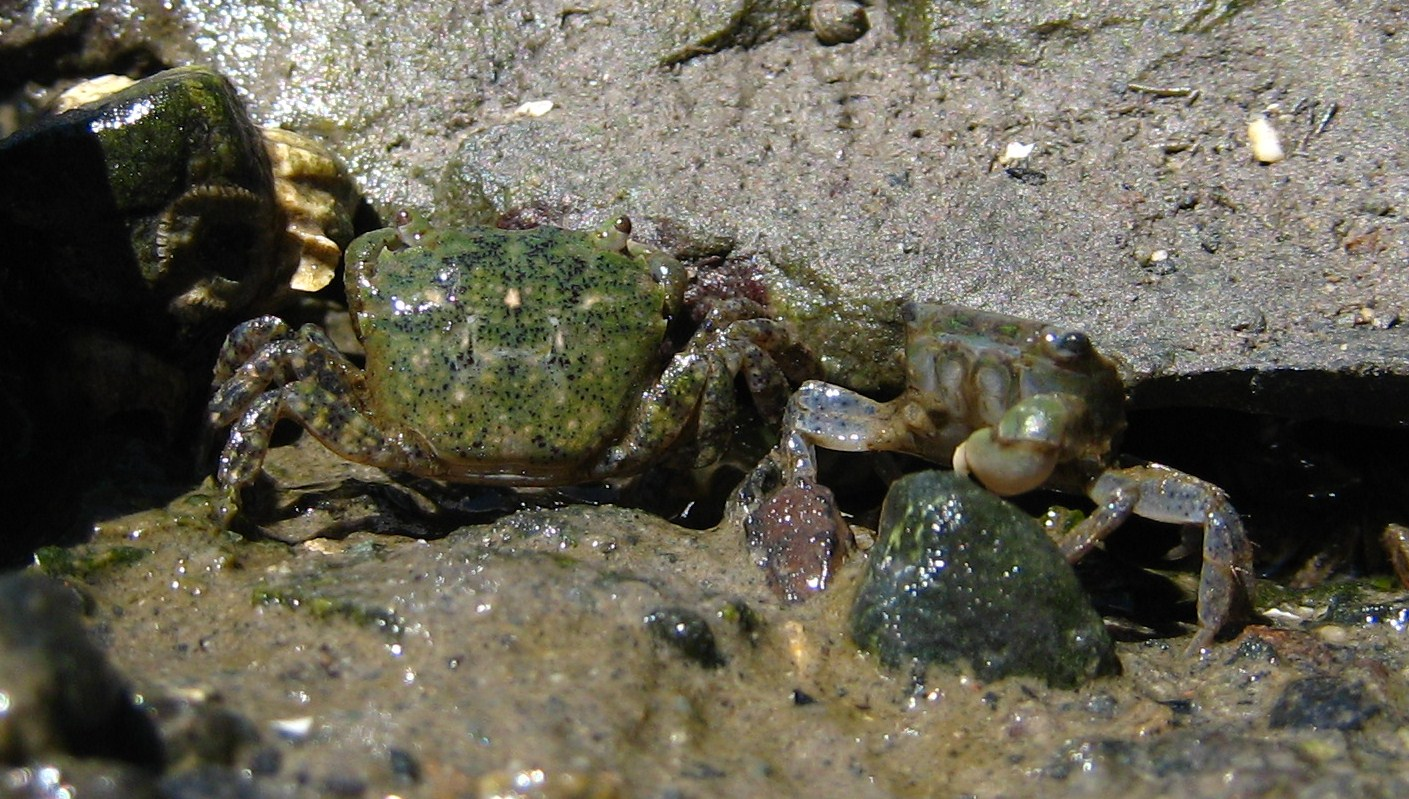
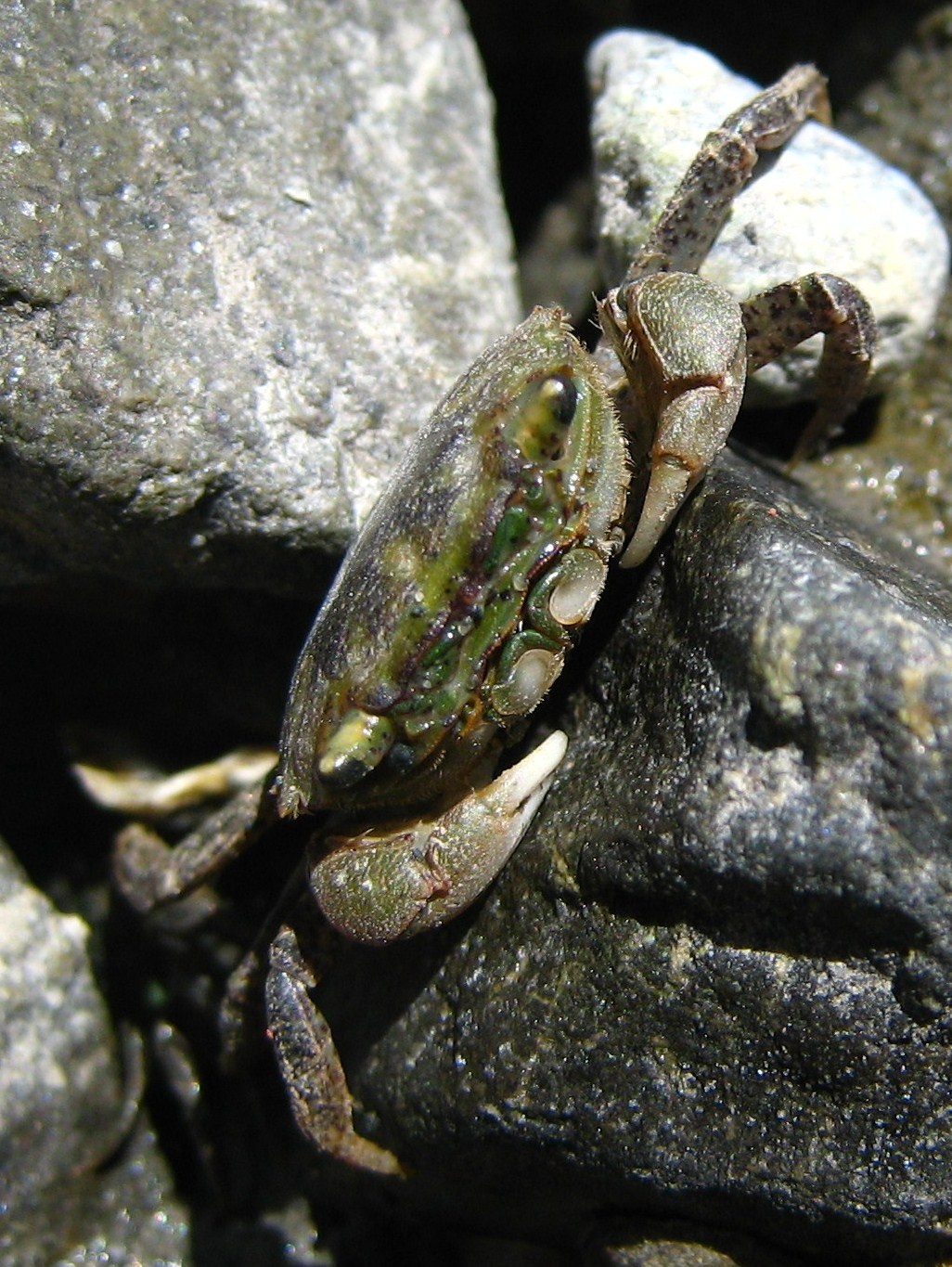
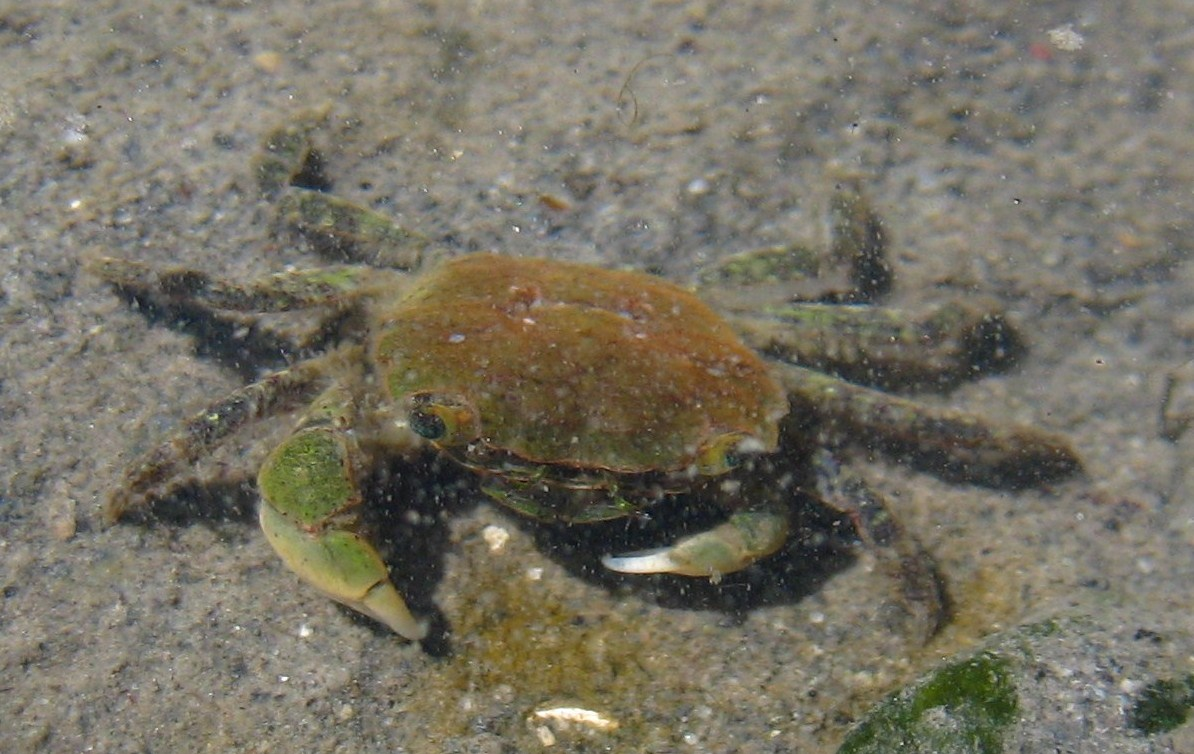
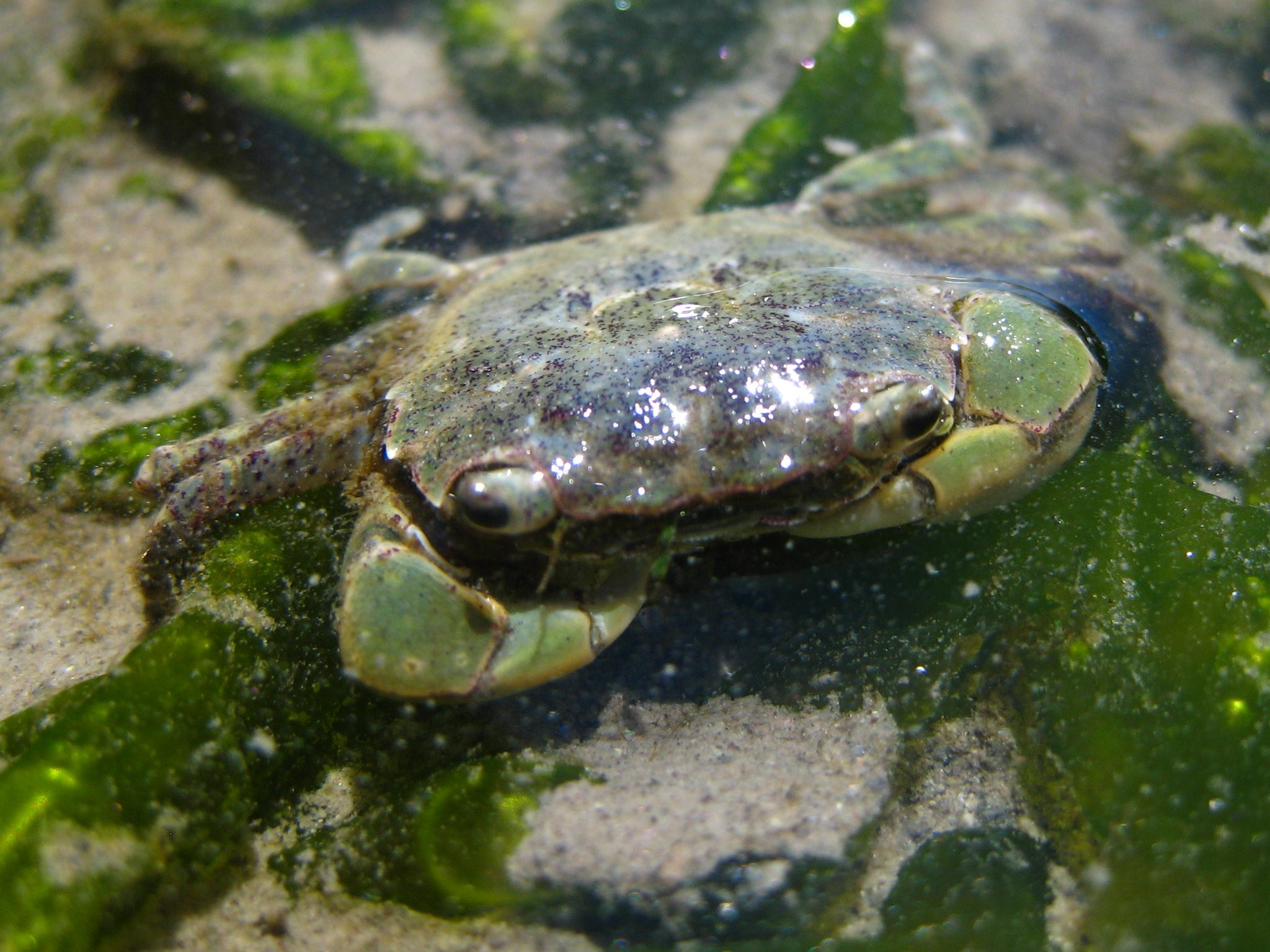
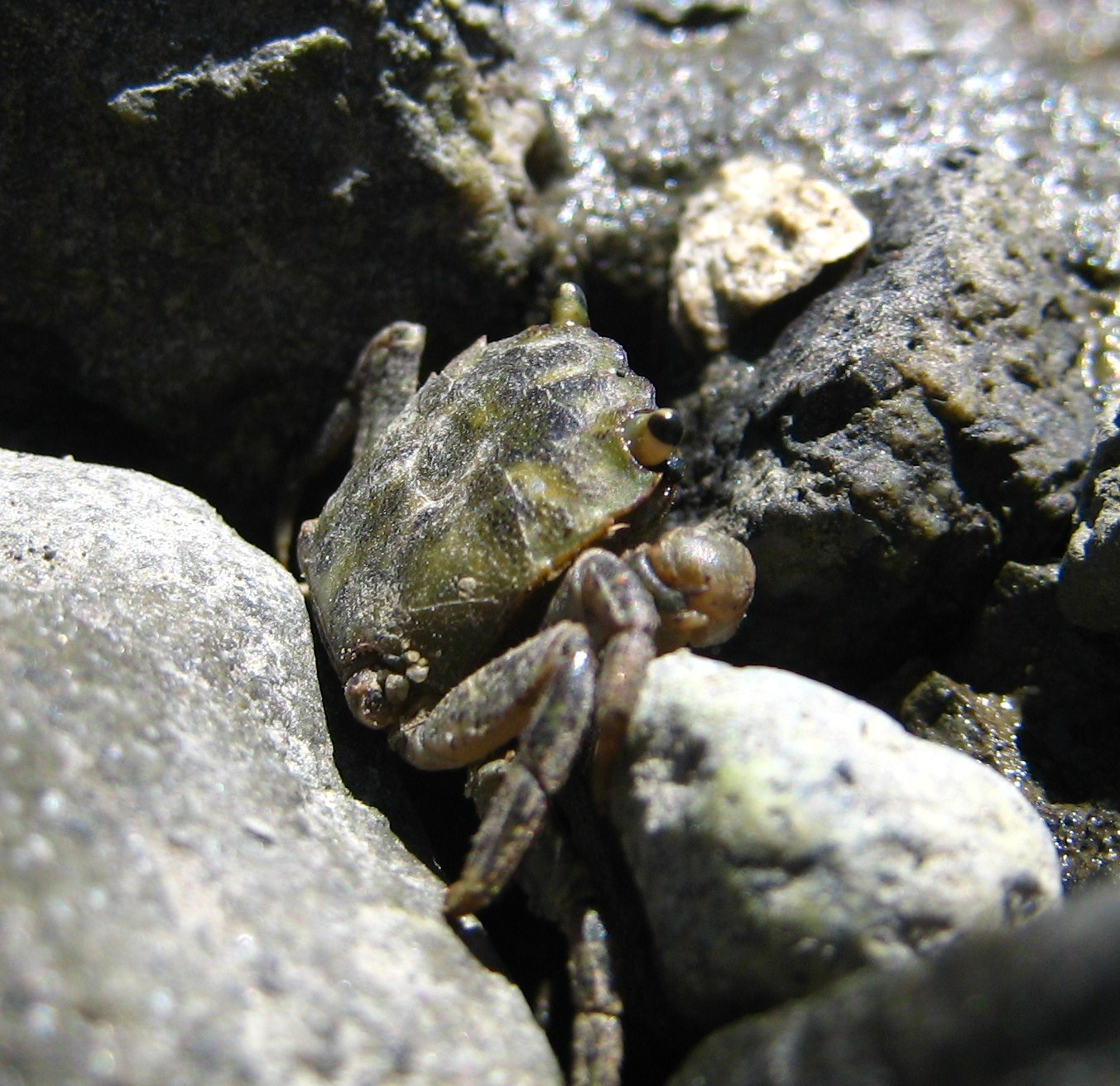